# Bristol Flyers
I Bristol Flyers sono una società cestistica avente sede a Bristol, in Inghilterra.
Milita nella massima divisione del Regno Unito, la British Basketball League.